# Scymnus luridus
Scymnus luridus  (лат.) — вид божьих коровок рода Scymnus из подсемейства Scymninae (Coccinellidae). Юго-Восточная Азия.

## Распространение
Южный Китай (провинция Юньнань: Tongbiguan, Yingjiang).

## Описание
Мелкие жуки длиной от 1,62 до 1,83 мм (ширина 1,05–1,20), овальной выпуклой формы. Основная окраска пронотума, усиков и головы желтовато-белая; скутеллюм и надкрылья чёрные (у вершины желтовато-белые). Сходен с видом Scymnus fujianensis Pang et Gordon, отличаясь особенностями строения гениталий самцов и более мелкими размерами (у S. fujianensis длина тела до 2,16 мм). 
Усики 11-члениковые, булава из 3 сегментов. Голова, лабрум и клипеус поперечные. Усики прикрепляются перед линией глаз. Нижнегубные щупики 3-члениковые. Скутеллюм мелкий, треугольный. Надкрылья в основании шире пронотума, с нерегулярной пунктировкой. Голени без вершинных шпор. Лапки 4-члениковые. Брюшко с шестью вентритами. 
Вид был впервые описан в 2015 году китайскими энтомологами С. Ченом (Xiaosheng Chen) и Ш. Реном (Shunxiang Ren) (Engineering Research Center of Biological Control, Ministry of Education; College of Natural Resources and Environment, Южно-китайский сельскохозяйственный университет, Гуанчжоу, Китай). Видовое название S. luridus дано по признаку бледно-жёлтой окраски части тела (лат. luridus, бледно-жёлтый).